# Rocky Gray
Pour les articles homonymes, voir Gray.
 (août 2007).
William Rocky Gray, est un batteur et guitariste né le 2 juillet 1974.

## Biographie
Il est connu pour être le batteur du groupe Dark New Day et pour ses projets comme Soul Embraced et Living Sacrifice où il chante ou joue de la guitare.
Il a joué dans le groupe Evanescence qu'il a quitté. Il est l'auteur de la chanson Tourniquet.